# Směr času (povídka)
Směr času (anglicky „Time's Arrow“) je vědeckofantastická povídka britského spisovatele Arthura C. Clarka z roku 1950.
Česky vyšla povídka ve sbírce Směr času (Polaris, 2002) v překladu Josefa Hořejšího.

## Námět
Profesor Fowler se svými dvěma asistenty odkrývá stopy doposud neznámého ještěra. Když se mladí asistenti doví, že nedaleko nich si zřídili tábor významní fyzikové dr. Barnes a dr. Henderson, začnou spekulovat o jejich motivech. Profesor Fowler odjíždí za fyziky stále častěji, aniž by asistentům cokoli prozradil. Půjde zřejmě o velkou věc.

## Postavy
- dr. Barnes – fyzik.
- Barton – asistent profesora Fowlera.
- Davis – asistent profesora Fowlera.
- profesor Fowler – významný paleontolog.
- dr. Henderson – fyzik.

## Příběh
Profesor Fowler pracuje se svými asistenty Bartonem a Davisem na odkrývání zkamenělých stop velkého ještěra zatím neznámého druhu. Daří se jim odhalovat postupně jednu stopu za druhou. Po několika desítkách metrů je patrné, že zvíře začalo zrychlovat. Paleontologové doufají, že odkryjí pozůstatky kostí ze zápasu ještěra s obětí. Je evidentní, že ještěra něco upoutalo, náhle změnil směr a vzdálenost mezi jednotlivými stopami dokazuje, že běžel.
Mezitím je nedaleko expedice postaven tábor dvojice známých fyziků dr. Barnese a dr. Hendersona. Profesor Fowler je pozván na čaj. Oba mladí asistenti se dohadují, o co se může jednat. Je nezvyklé, že tito známí vědci provádí svůj výzkum právě zde – vedle vykopávek. Davis se dříve fyzice věnoval a má tedy určitou představu o výzkumech slavných vědců. Oba naléhají na Fowlera, aby jim prozradil něco více o práci fyziků, ale ten je vázán mlčenlivostí. Jeho návštěvy v táboře sousedů jsou čím dál častější. Davis s Bartonem si domyslí, že se jedná o velmi důležitý objev, možná něco se zpětným směrem času. Dr. Henderson jim slíbí, že se vše dozví, ale až po potvrzení experimentů.
Jednoho dne odjíždí Henderson s Fowlerem v džípu do tábora. Asistenti pokračují v odkrývání stop, už jsou téměř u konce. Když se profesor dlouho nevrací, Davis vyleze na kopec, aby se podíval, zda už alespoň vyrazil z tábora. Je svědkem exploze, po níž celý tábor naprosto zmizí z povrchu země, jakoby nikdy neexistoval. Běží oznámit novinu Bartonovi, který mezitím odkryl zkamenělý vzorek pneumatik džípu, jehož kříží obrovská stopa ještěra.
| „                              | Entropie je striktně jednosměrná záležitost - s časem vždycky roste. | “ |
| — Arthur C. Clarke - Směr času |                                                                      |   |